# Tillandsia 'Cooloola'
Tillandsia 'Cooloola' es un  cultivar híbrido del género Tillandsia perteneciente a la familia  Bromeliaceae.
Es un híbrido creado en el año 1983 con las especies Tillandsia concolor × Tillandsia flabellata.